# Floudès
Floudès est une commune du Sud-Ouest de la France, située dans le département de la Gironde, en région Nouvelle-Aquitaine.

## Géographie

### Localisation
La commune de Floudès se situe sur la rive sud (gauche) de la Garonne, à 62 km au sud-est de Bordeaux, chef-lieu du département, à 17 km à l'est de Langon, chef-lieu d'arrondissement, et à 4 km au sud-ouest de La Réole, ancien chef-lieu de canton.

### Communes limitrophes
Les communes limitrophes en sont le quartier du Rouergue de La Réole au nord-est, Fontet à l'est, Blaignac au sud-est, Puybarban au sud, Bassanne au sud-ouest et Barie à l'ouest. Sur la rive droite de la Garonne, se trouve l'agglomération de La Réole au nord.
|          | La Réole La Garonne |                              |
| Barie    | Floudès             | La Réole, Le Rouergue Fontet |
| Bassanne | Puybarban           | Blaignac                     |

### Hydrographie
Le territoire communal, à l'instar des communes environnantes sises entre Garonne et canal de Garonne, est quasiment plat. Il est classé en zone rouge dans le cadre du Plan de prévention du risque inondation (PPRI). Des digues de protection contre les crues de la Garonne le sillonnent.

### Climat
Pour des articles plus généraux, voir Climat de la Nouvelle-Aquitaine et Climat de la Gironde.
Historiquement, la commune est exposée à un climat océanique aquitain.  
En 2020, Météo-France publie une typologie des climats de la France métropolitaine dans laquelle la commune est exposée à un climat océanique et est dans la région climatique  Aquitaine, Gascogne, caractérisée par une pluviométrie abondante au printemps, modérée en automne, un faible ensoleillement au printemps, un été chaud (19,5 °C), des vents faibles, des brouillards fréquents en automne et en hiver et des orages fréquents en été (15 à 20 jours).
Pour la période 1971-2000, la température annuelle moyenne est de 13 °C, avec une amplitude thermique annuelle de 15,2 °C. Le cumul annuel moyen de précipitations est de 817 mm, avec 11 jours de précipitations en janvier et 6,6 jours en juillet. Pour la période 1991-2020, la température moyenne annuelle observée sur la station météorologique la plus proche, située sur la commune de Saint-Sulpice-de-Pommiers à 11,48 km à vol d'oiseau, est de 13,8 °C et le cumul annuel moyen de précipitations est de 764,8 mm,. Pour l'avenir, les paramètres climatiques de la commune estimés pour 2050 selon différents scénarios d'émission de gaz à effet de serre sont consultables sur un site dédié publié par Météo-France en novembre 2022.

## Urbanisme

### Typologie
Au 1er janvier 2024, Floudès est catégorisée commune rurale à habitat très dispersé, selon la nouvelle grille communale de densité à sept niveaux définie par l'Insee en 2022.
Elle est située hors unité urbaine. Par ailleurs la commune fait partie de l'aire d'attraction de La Réole, dont elle est une commune de la couronne,. Cette aire, qui regroupe 20 communes, est catégorisée dans les aires de moins de 50 000 habitants,.

### Occupation des sols

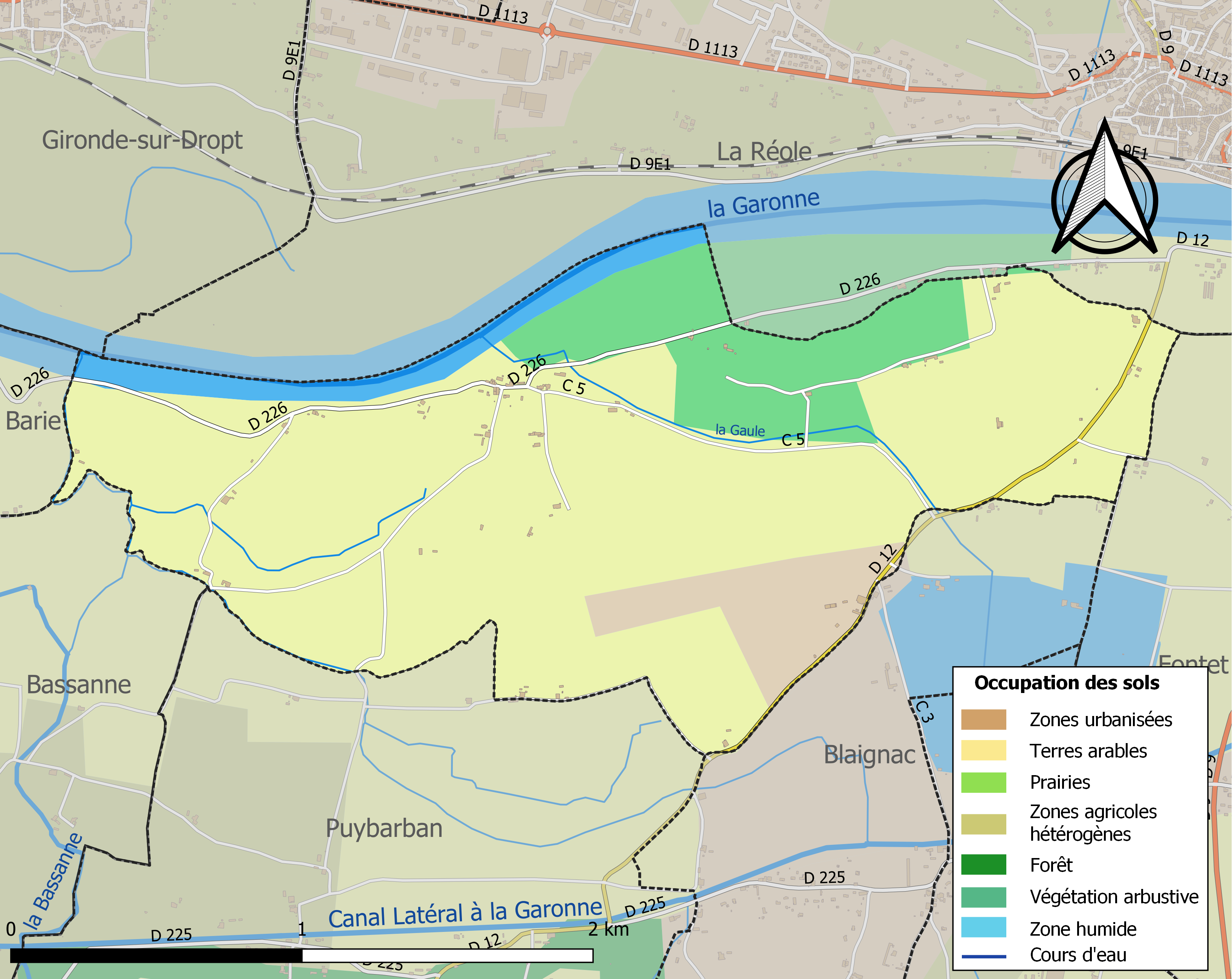
Carte des infrastructures et de l'occupation des sols de la commune en 2018 (CLC).

L'occupation des sols de la commune, telle qu'elle ressort de la base de données européenne d’occupation biophysique des sols Corine Land Cover (CLC), est marquée par l'importance des territoires agricoles (76,5 % en 2018), en diminution par rapport à 1990 (96,2 %). La répartition détaillée en 2018 est la suivante : 
terres arables (76,5 %), milieux à végétation arbustive et/ou herbacée (13 %), espaces verts artificialisés, non agricoles (6,6 %), eaux continentales (3,8 %), mines, décharges et chantiers (0,1 %). L'évolution de l’occupation des sols de la commune et de ses infrastructures peut être observée sur les différentes représentations cartographiques du territoire : la carte de Cassini (XVIIIe siècle), la carte d'état-major (1820-1866) et les cartes ou photos aériennes de l'IGN pour la période actuelle (1950 à aujourd'hui).

### Voies de communication et transports
Hors du bourg proprement dit, le territoire communal est traversé, dans sa partie est, par la route départementale D12 qui relie La Réole à l'est à Pondaurat au sud-ouest et au-delà à Auros. Le bourg est traversé par la route départementale D226 qui relie le lieu-dit Le Rouergue de La Réole à l'est à Barie à l'ouest.
L'autoroute la plus proche est l'autoroute A62 (Bordeaux-Toulouse) dont l'accès no 4, dit de La Réole, est distant de 11 km vers le sud.

L'accès no 1, dit de Bazas, à l'autoroute A65 (Langon-Pau) se situe à 23 km vers le sud-ouest.
La gare SNCF la plus proche est celle de La Réole sur la ligne Bordeaux-Sète du TER Nouvelle-Aquitaine distante de 3,5 km vers le nord-est.

### Risques majeurs
Le territoire de la commune de Floudès est vulnérable à différents aléas naturels : météorologiques (tempête, orage, neige, grand froid, canicule ou sécheresse), inondations et séisme (sismicité très faible). Il est également exposé à un risque technologique, la rupture d'un barrage. Un site publié par le BRGM permet d'évaluer simplement et rapidement les risques d'un bien localisé soit par son adresse soit par le numéro de sa parcelle.

#### Risques naturels
Certaines parties du territoire communal sont susceptibles d’être affectées par le risque d’inondation par débordement de cours d'eau, notamment la Garonne. La commune a été reconnue en état de catastrophe naturelle au titre des dommages causés par les inondations et coulées de boue survenues en 1982, 1999, 2009 et 2021,.

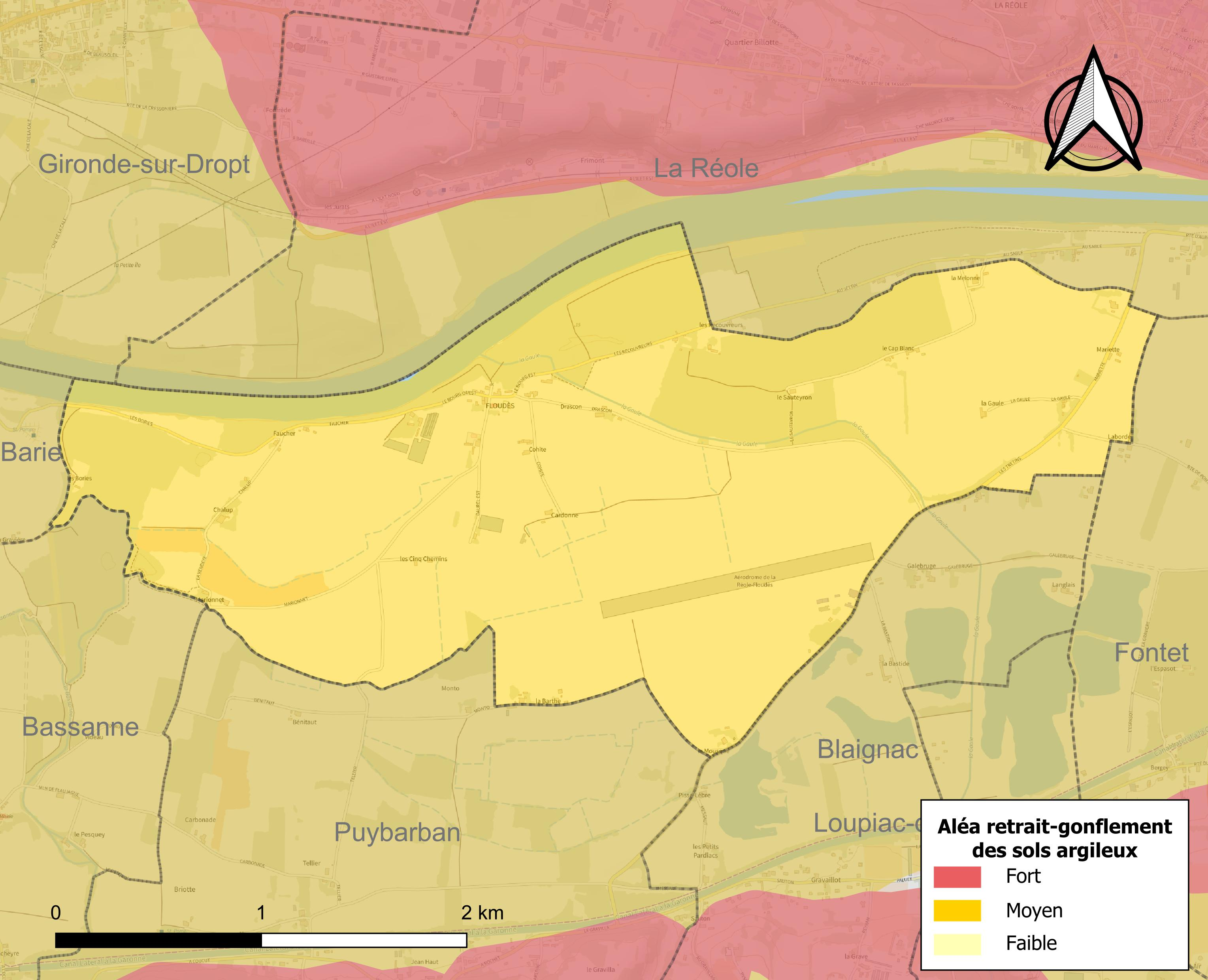
Carte des zones d'aléa retrait-gonflement des sols argileux de Floudès.

Le retrait-gonflement des sols argileux est susceptible d'engendrer des dommages importants aux bâtiments en cas d’alternance de périodes de sécheresse et de pluie. La totalité de la commune est en aléa moyen ou fort (67,4 % au niveau départemental et 48,5 % au niveau national). Sur les 45 bâtiments dénombrés sur la commune en 2019, 45 sont en aléa moyen ou fort, soit 100 %, à comparer aux 84 % au niveau départemental et 54 % au niveau national. Une cartographie de l'exposition du territoire national au retrait gonflement des sols argileux est disponible sur le site du BRGM,.
Par ailleurs, afin de mieux appréhender le risque d’affaissement de terrain, l'inventaire national des cavités souterraines permet de localiser celles situées sur la commune.
Concernant les mouvements de terrains, la commune a été reconnue en état de catastrophe naturelle au titre des dommages causés par des mouvements de terrain en 1999.

#### Risques technologiques
La commune est en outre située en aval du  barrage de Grandval, un ouvrage sur la Truyère de classe A soumis à PPI et disposant d'une retenue de 270,6 millions de mètres cubes. À ce titre elle est susceptible d’être touchée par l’onde de submersion consécutive à la rupture de cet ouvrage.

## Toponymie
Le nom de la commune vient du mot flot au sens de masse d'eau en mouvement ou marée, en raison de sa position sur la rive de la Garonne.
En gascon, le nom de la commune est Flodés.
Ses habitants sont appelés les Floudésiens.

## Histoire
À la Révolution, la paroisse Notre-Dame de Floudès forme la commune de Floudès.

## Politique et administration
| Période                                  | Période  | Identité              | Étiquette | Qualité                    |
| ---------------------------------------- | -------- | --------------------- | --------- | -------------------------- |
| 1823                                     | 1825     | Marc Cazaux           |           |                            |
| 1871                                     |          | Jean Félix Dupont     |           |                            |
| 1892                                     | 1919     | Gérard Mongie         |           |                            |
| 1919                                     | 1925     | Armand Cassagneau     |           |                            |
| 1925                                     | 1929     | Barthélemy Cassagneau |           |                            |
| 1929                                     | 1945     | Léon Putcrabey        |           |                            |
| 1945                                     | 1947     | Honoré Pastureau      |           |                            |
| 1947                                     | 1952     | David Fabre           |           |                            |
| 1952                                     | 1970     | Joseph Labat          |           |                            |
| 1970                                     | 2006     | Kléber Gorin          |           | ch. LH 1999                |
| 2006                                     | 2008     | …                     |           |                            |
| mars 2008                                | 2013     | Dominique Monic       |           |                            |
| 2013                                     | 2019     | Jean-Claude Trentin   |           | Retraité Fonction publique |
| 2020                                     | En cours | François Quirin       |           |                            |
| Les données manquantes sont à compléter. |          |                       |           |                            |

### Communauté de communes
Le 1er janvier 2014, la communauté de communes du Réolais ayant été supprimée, la commune de Floudès s'est retrouvée intégrée à la communauté de communes du Réolais en Sud Gironde siégeant à La Réole.

## Démographie
L'évolution du nombre d'habitants est connue à travers les recensements de la population effectués dans la commune depuis 1793. Pour les communes de moins de 10 000 habitants, une enquête de recensement portant sur toute la population est réalisée tous les cinq ans, les populations de référence des années intermédiaires étant quant à elles estimées par interpolation ou extrapolation. Pour la commune, le premier recensement exhaustif entrant dans le cadre du nouveau dispositif a été réalisé en 2007.

En 2022, la commune comptait 106 habitants, en évolution de +2,91 % par rapport à 2016 (Gironde : +6,91 %, France hors Mayotte : +2,11 %).
| 1793 | 1800 | 1806 | 1821 | 1831 | 1836 | 1841 | 1846 | 1851 |
| ---- | ---- | ---- | ---- | ---- | ---- | ---- | ---- | ---- |
| 267  | 211  | 237  | 229  | 214  | 254  | 247  | 247  | 259  |

| 1856 | 1861 | 1866 | 1872 | 1876 | 1881 | 1886 | 1891 | 1896 |
| ---- | ---- | ---- | ---- | ---- | ---- | ---- | ---- | ---- |
| 251  | 241  | 249  | 236  | 198  | 201  | 194  | 200  | 187  |

| 1901 | 1906 | 1911 | 1921 | 1926 | 1931 | 1936 | 1946 | 1954 |
| ---- | ---- | ---- | ---- | ---- | ---- | ---- | ---- | ---- |
| 180  | 181  | 164  | 151  | 153  | 126  | 132  | 139  | 140  |

| 1962 | 1968 | 1975 | 1982 | 1990 | 1999 | 2006 | 2007 | 2012 |
| ---- | ---- | ---- | ---- | ---- | ---- | ---- | ---- | ---- |
| 126  | 128  | 124  | 87   | 85   | 116  | 113  | 114  | 93   |

| 2017 | 2022 | - | - | - | - | - | - | - |
| ---- | ---- | - | - | - | - | - | - | - |
| 108  | 106  | - | - | - | - | - | - | - |

## Culture et patrimoine

### Lieux et monuments
- L'église de la Nativité-de-la-Sainte-Vierge a été bâtie en 1763 et reconstruite en 1869. Elle abrite une toile du XVIIe siècle représentant l'adoration des bergers avec saint François d'Assise et Louis XIII.
- Une cloche en bronze, fondue en 1763, en est classée monument historique au titre objet depuis 1942[30].
- Le territoire de la commune héberge l'aérodrome de La Réole - Floudès depuis 1962.

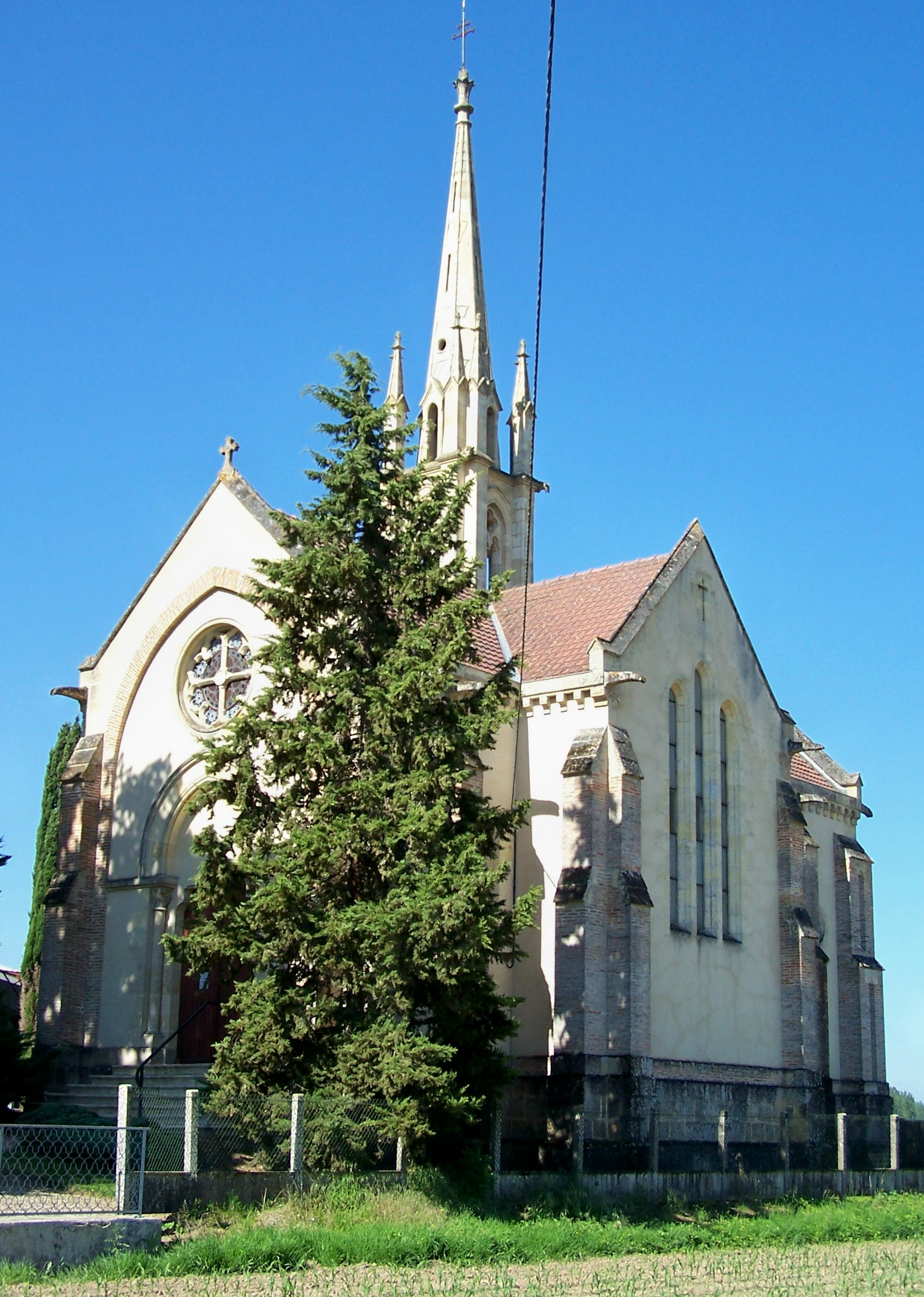
L'église de la Nativité-de-la-Sainte-Vierge (mai 2009)
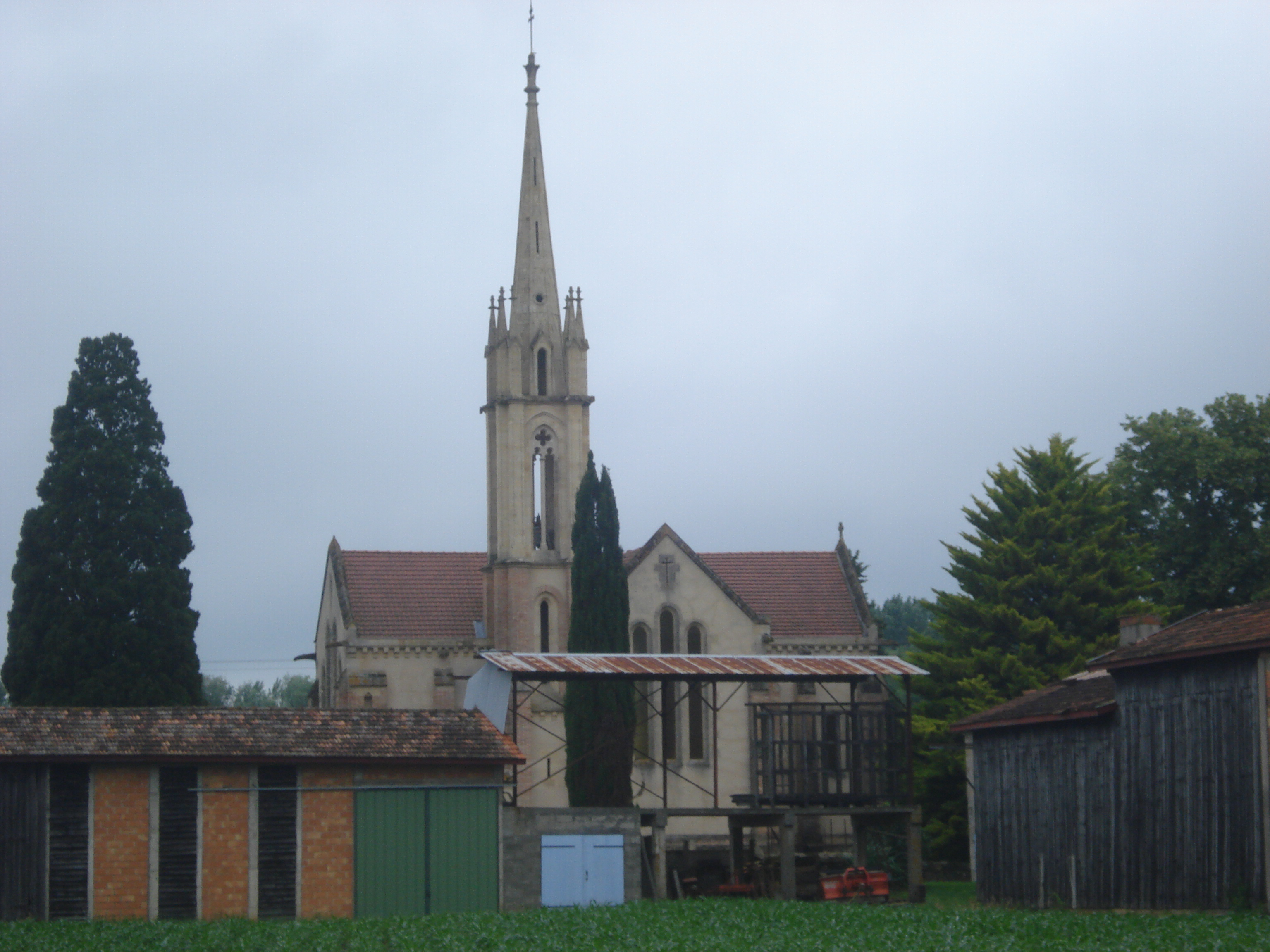
Vue sud de l'église (août 2008)
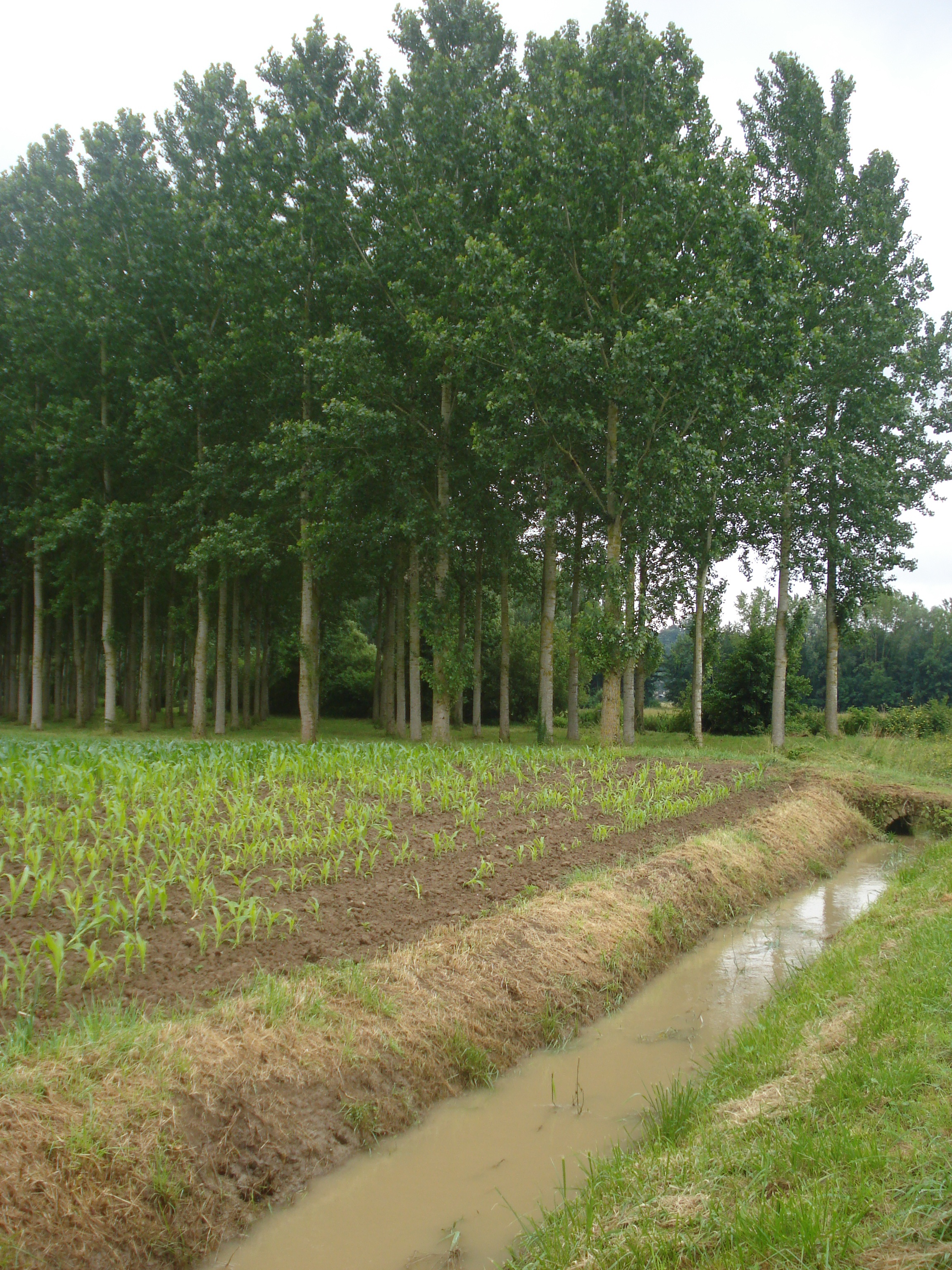
Paysage à Floudès (août 2008)
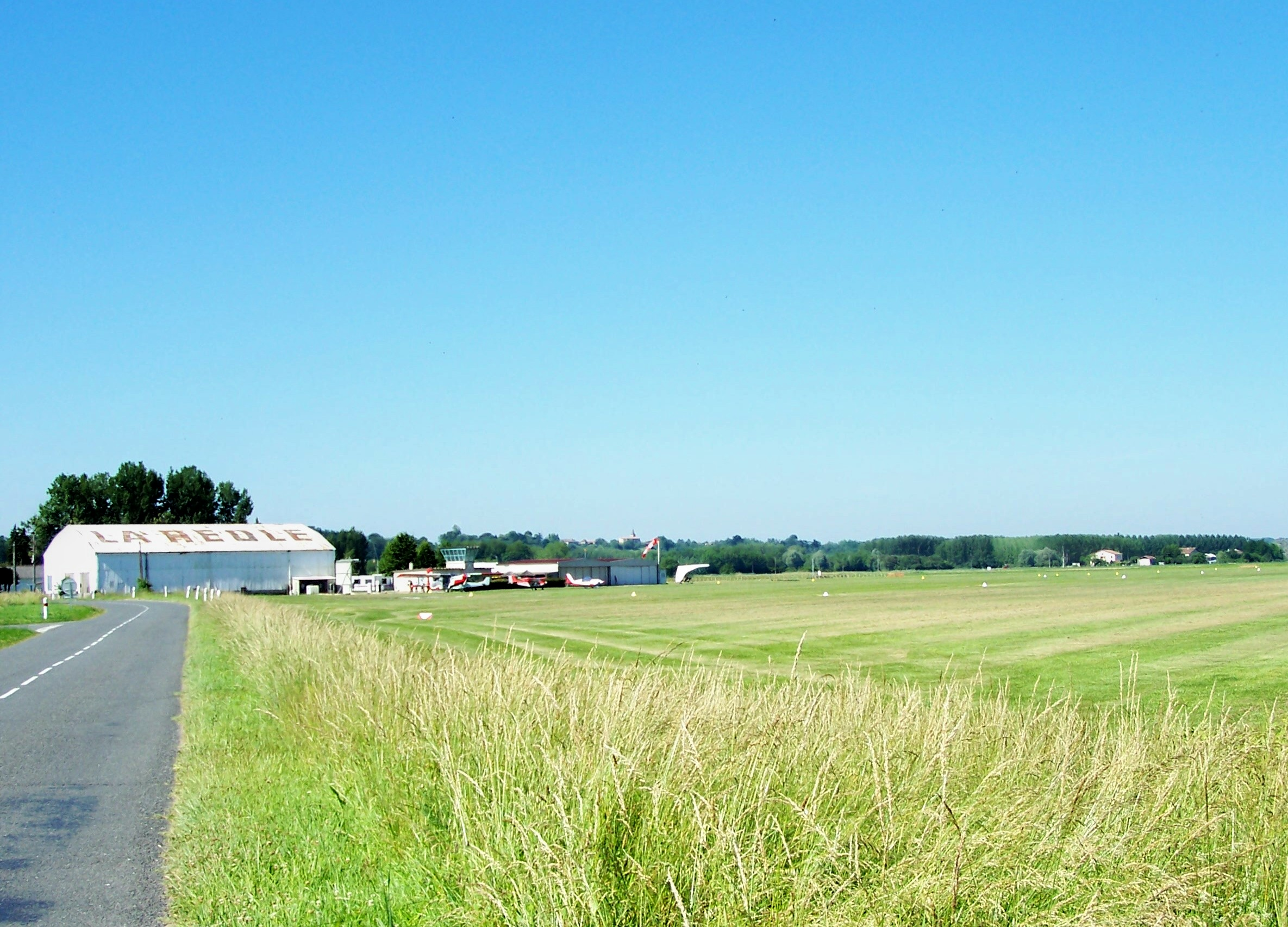
L'aérodrome de La Réole-Floudès (mai 2009)
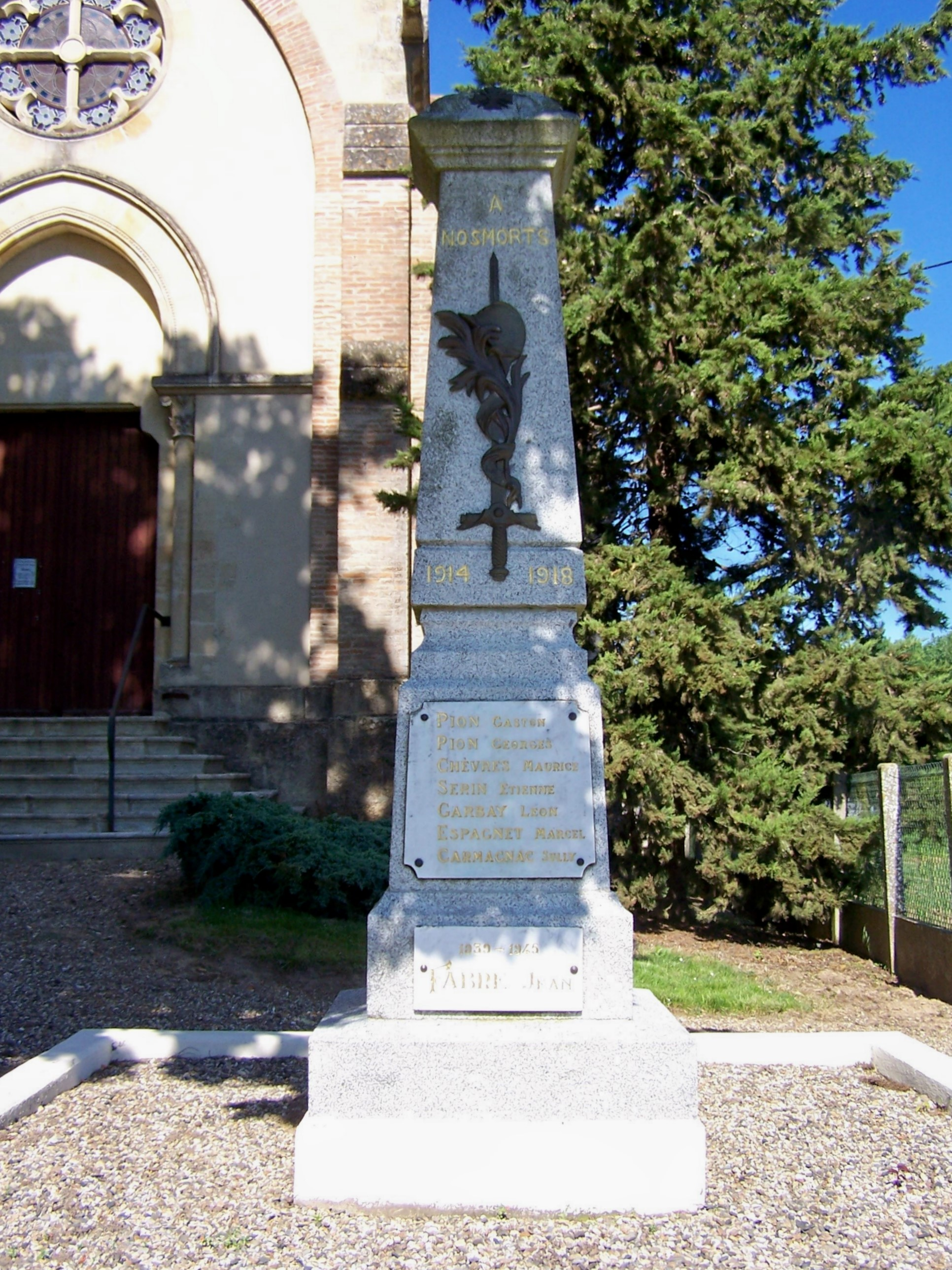
Le monument aux morts devant l'église (mai 2009)